# Hypodactylus babax
Hypodactylus babax es una especie de anfibio anuro de la familia Craugastoridae.

## Distribución geográfica
Esta especie habita entre los 1200 y 2200 m de altitud:
- en Colombia, en la vertiente occidental de la Cordillera occidental del departamento de Antioquia al departamento de Nariño, y en las vertientes norte y este de la cordillera occidental en los departamentos de Antioquia y Caldas;
- en Ecuador en la provincia de Pichincha en la vertiente occidental de la Cordillera Occidental.[4]

## Publicación original
- Lynch, 1989 : Intrageneric relationships of mainland Eleutherodactylus (Leptodactylidae). 1. A review of the frogs assigned to the Eleutherodactylus discoidalis species group. Contributions in Biology and Geology, Milwaukee Public Museum, vol. 79, p. 1-25.[5]